# Dobrenice
Dobrenice – wieś w Polsce położona w województwie łódzkim, w powiecie piotrkowskim, w gminie Łęki Szlacheckie.
W latach 1954–1957 wieś należała i była siedzibą władz gromady Dobrenice, po jej zniesieniu w gromadzie Łęki Szlacheckie. W latach 1975–1998 miejscowość administracyjnie należała do województwa piotrkowskiego.
W 2011 roku wieś liczyła 227 mieszkańców.

## Części wsi

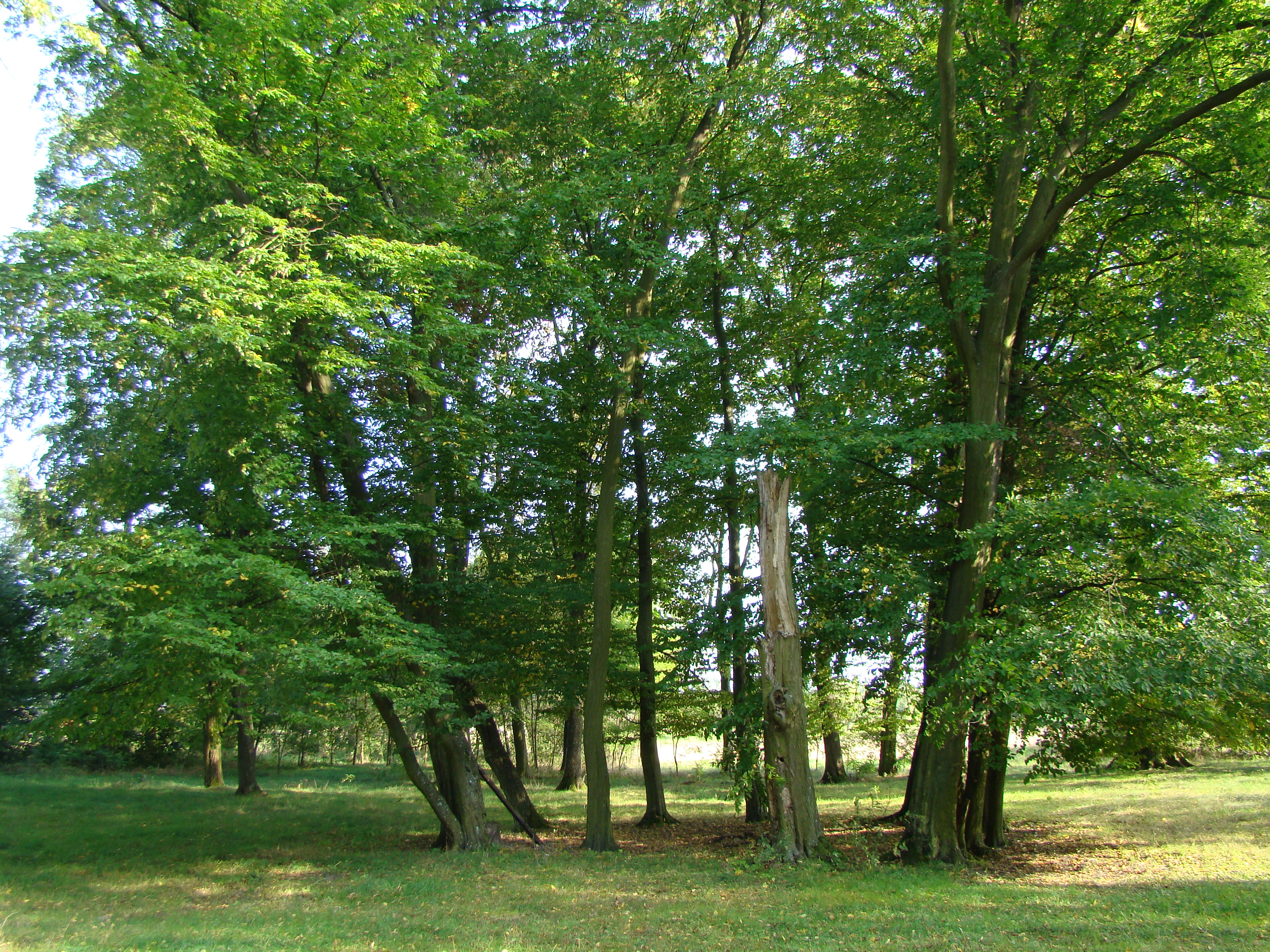
Fragment parku w Dobrenicach

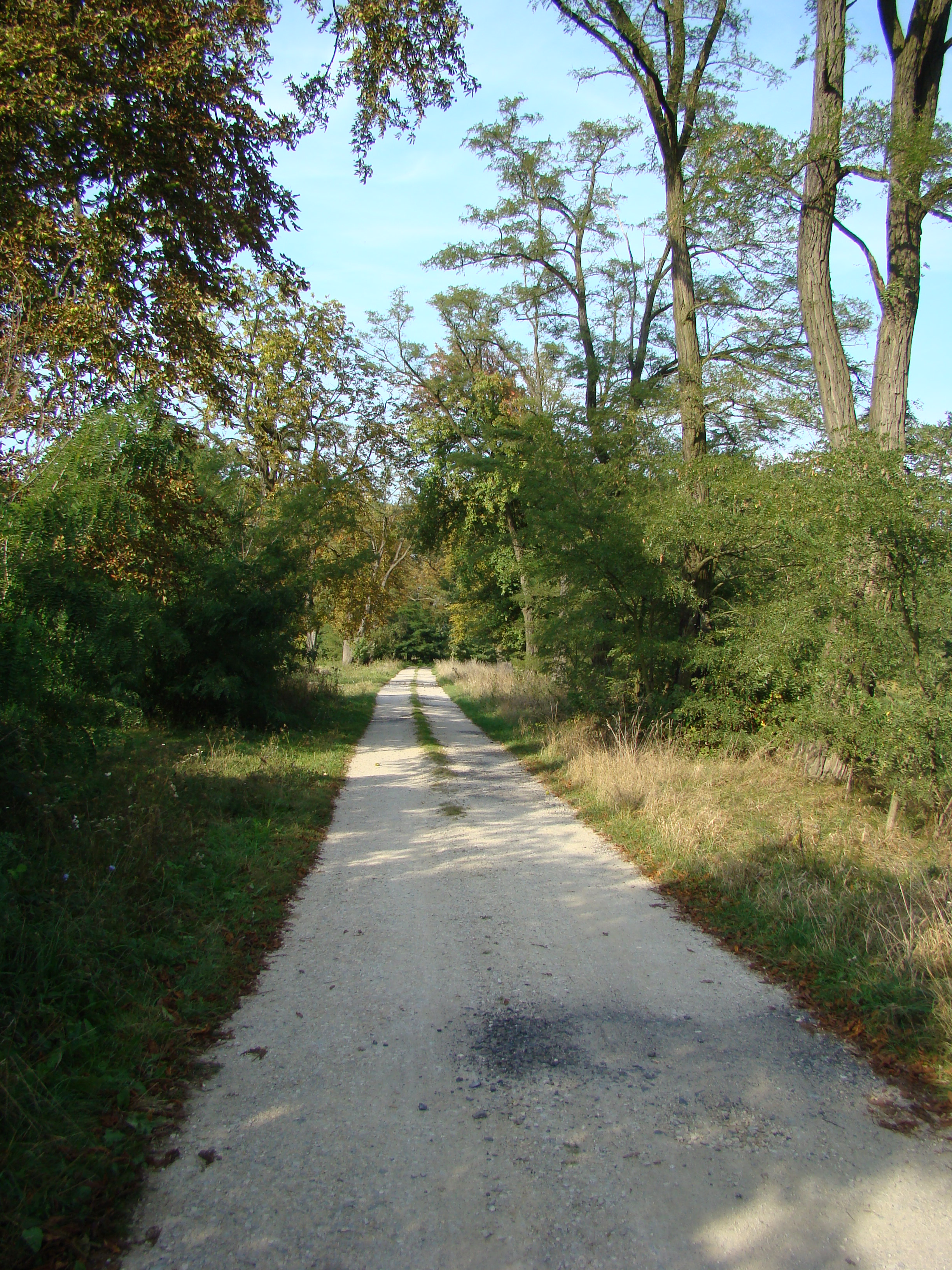
Fragment parku w Dobrenicach

| SIMC    | Nazwa    | Rodzaj     |
| ------- | -------- | ---------- |
| 1040065 | Skalasta | przysiółek |
| 0545076 | Zagrobla | przysiółek |

## Zabytki
Według rejestru zabytków Narodowego Instytutu Dziedzictwa na listę zabytków wpisany jest obiekt:
- park dworski, pocz. XIX w., nr rej.: 364 z 12.05.1986